# میدان امام همدان
میدان امام خمینی میدان بزرگی در مركز همدان است. معمار میدان امام، مهندس معمار آلمانی کارل فریش در سِمت مهندس وزارت داخله عصر رضاشاه پهلوی، طراح اصلی این میدان و شش خیابان منشعب از آن و کمربندی های مربوطه با الگوی شهرسازی ستاره ای – شعاعی است. جهت اجرای این طرح، یک مهندس ایرانی به نام سیف الله خان سلیمانی، یک مهندس آلمانی به نام اشتولباخ و یک مهندس روس به نام ولادیمر چارولیف در شعبه فنی و ساختمانی به ریاست مهندس وزارتی به نام گرهارد رودنبرگ کار خود را از اواخر سال ۱۳۱۰ خورشیدی شروع کردند.

## تاریخچه
با به سلطنت رسیدن رضاخان پهلوی تفکرات مدرنیته در ایران شکل اجرایی به خود گرفت و دولت مرکزی برای اجرایی نمودن این تفکرات، مستشارانی را به شهرهای مختلف ایران از جمله همدان روانه کرد. جایگاه مرکز جدیدی که کارل فریش برای شهر همدان انتخاب کرد نزدیک مرکز شهر سابق بود و به همین دلیل با موانع و محدودیتهای مذهبی و طبیعی زیادی روبرو شد. این میدان با دارا بودن قدمت یک قرن، هنوز موقعیت ارتباطی خود را با خیابان‌ها و بازار همدان حفظ کرده ‌است.
این میدان مربوط به دوره پهلوی اول است و در محل تقاطع خیابان شهدا و خیابان تختی واقع شده و در تاریخ ۲۲ تیر ۱۳۷۹ با شمارهٔ ثبت ۲۷۱۲ به‌عنوان یکی از آثار ملی ایران به ثبت رسیده است. از پیمانکاران طرح میدان می توان به اشخاصی چون استاد غلامرضا معماری، میرزا خلیل منصف، حسن ریاحی، علی فیروز و تقی شریفی اشاره نمود.

## معماری

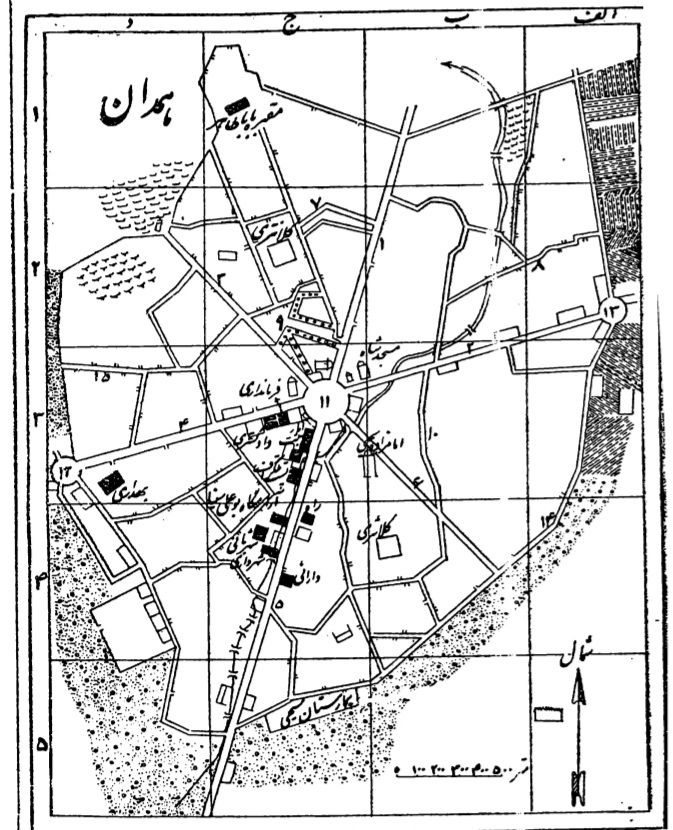
نقشه شهر همدان در کتاب فرهنگ جغرافیایی ایران در سال ۱۳۳۰ و پس از انشعاب خیابان‌ها از میدان مرکزی

طراحی و اصول انشعاب خیابان‌ها از این میدان دایره شکل، به نحوی است که هر چه کل شهر گسترده‌تر می‌گردد، غیر مستقیم زیر نفوذ همین میدان مرکزی است.

شعاع میدان ۸۰ متر است. در فاصله‌های دورتر از محیط این میدان، بلوارها و خیابان‌ها با شعاع بزرگتر قرار دارند که در حال حاضر به علت توسعهٔ شهر در برخی از جهت‌های شهر تا دایرهٔ سوم هم رسیده‌است. به این دایره‌ها در اصطلاح خیابان‌های کمربندی گفته می‌شود. ۶ خیابان اصلی شهر به نام‌های باباطاهر، اکباتان، شهدا، تختی، بوعلی و شریعتی، به این میدان وصل شده‌اند. عرض این خیابان‌ها ۳۰ متر است و با فاصلهٔ ۶۰ متر و زاویهٔ ۶۰ درجه‌ای به شش جانب شهر منشعب می‌شوند.
از سال ۱۳۸۴ خورشیدی به منظور حل مشکلات ترافیکی رینگ اول شهر و رونق گردشگری طرح پیاده راه سازی تصویب شد  و این میدان از سال ۱۳۹۵ خورشیدی همراه با خیابان بوعلی و خیابان اکباتان به پیاده راه تبدیل شده است.

## موزه
به‌دنبال اجرای پروژه پیاده‌ راه‌ سازی میدان امام خمینی، تابوتی در این محوطه که مربوط به دوره اشکانیان بود،  
کشف گردید و به مدت چندین روز کاوش اضطراری در این منطقه ادامه پیدا کرد. پس از گسترش کاوشها تصمیم بر آن شد که به جای تعبیه آب‌نما در وسط میدان، موزه‌ای در این محوطه راه‌اندازی و آثار تاریخی کشف شده در آن نگهداری شود.

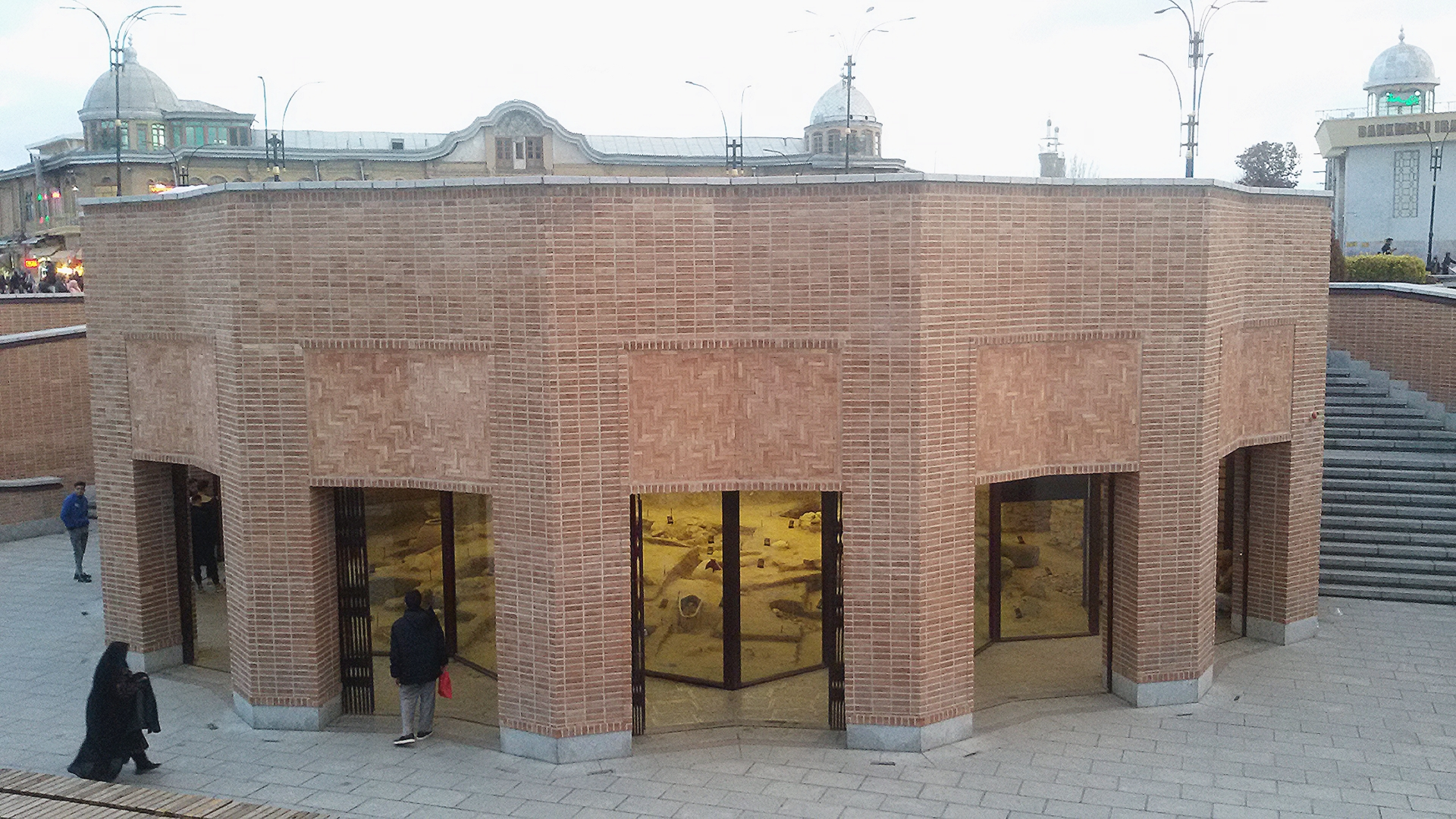
تصویری از موزه میدان مرکزی همدان

## نگارخانه

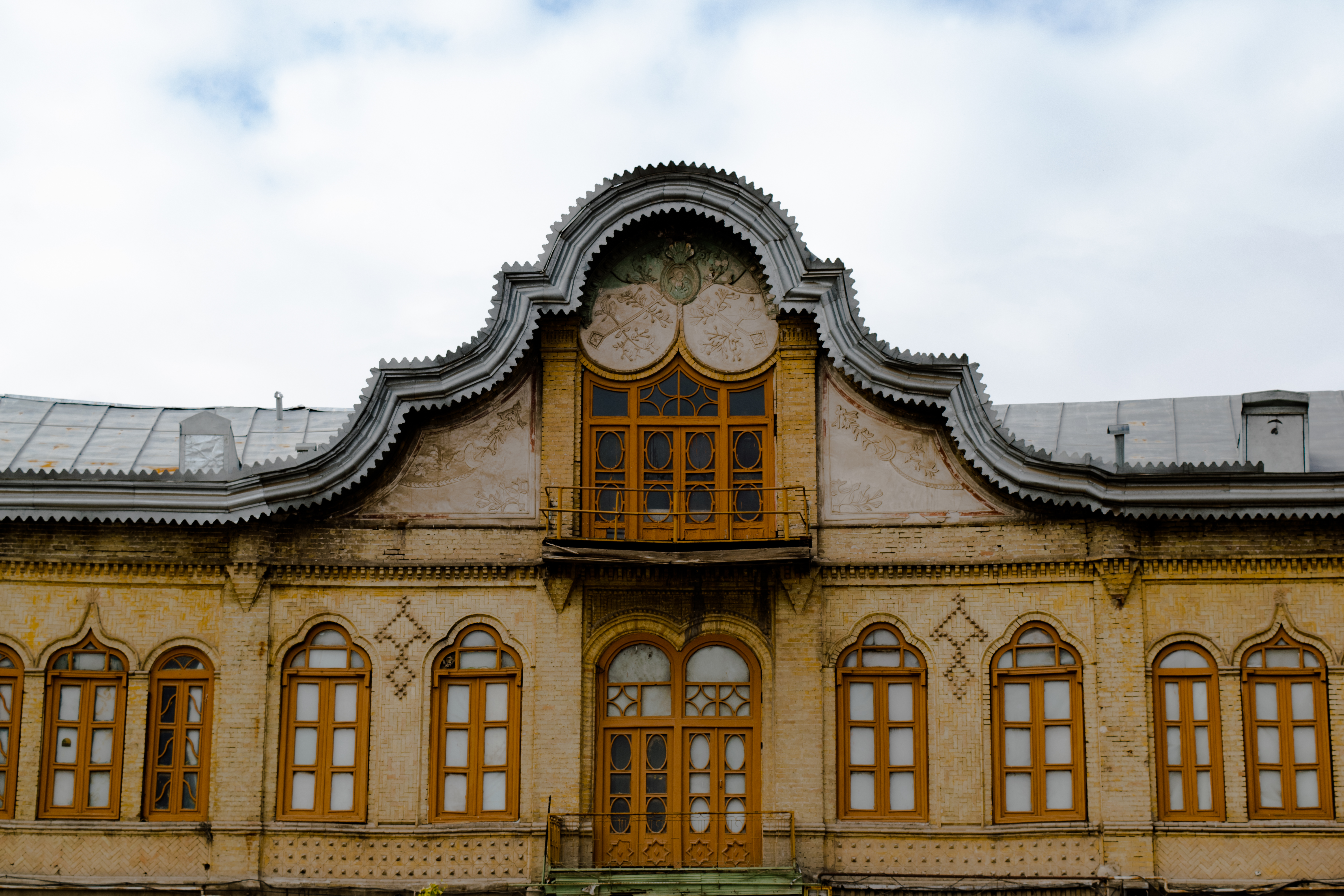
گچبری‌ها و پنجره‌های چوبی
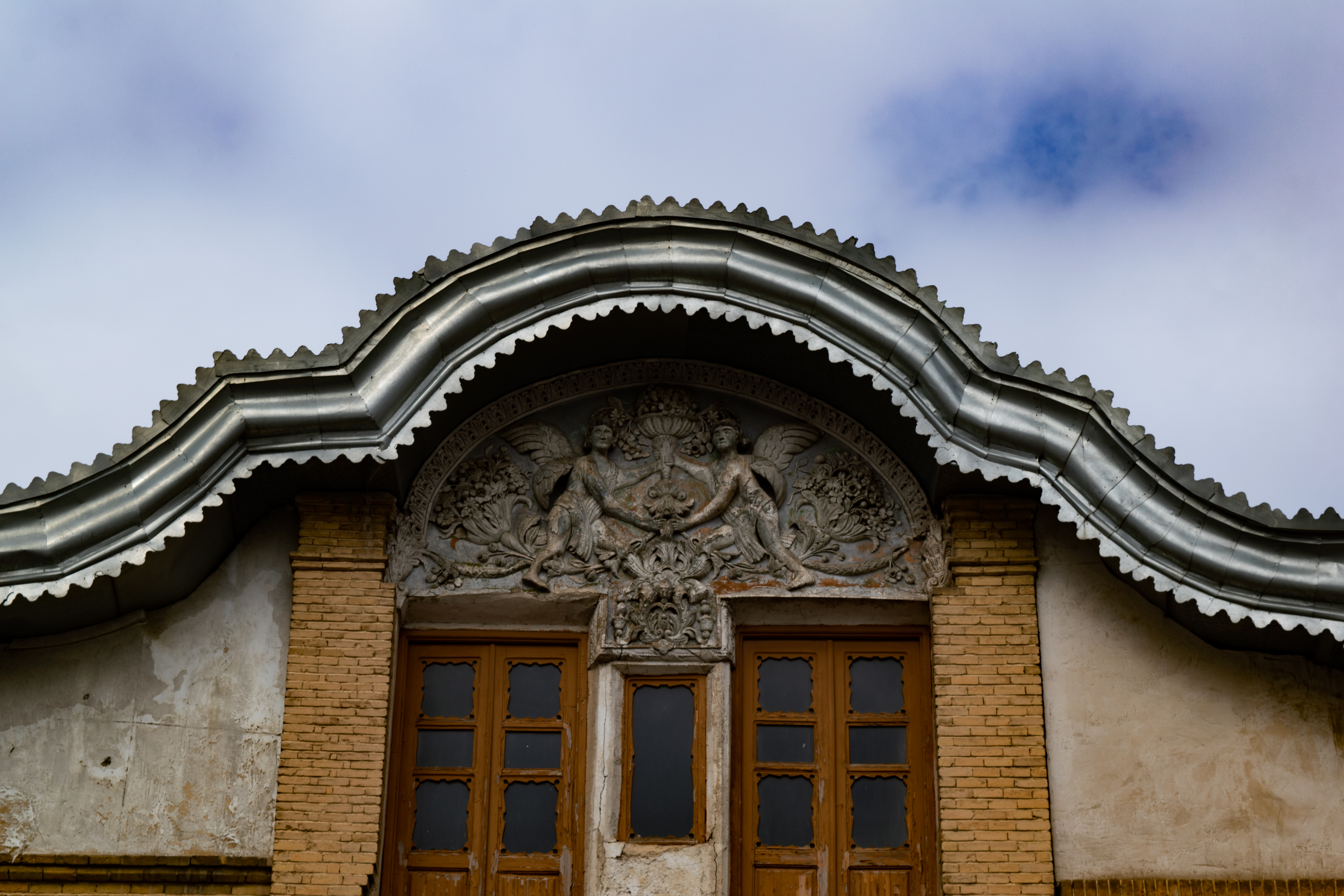
نقوش و گچبری‌های بناهای پیرامونی
قبل از سال ۱۳۹۶ و تبدیل شدن به پیاده راه
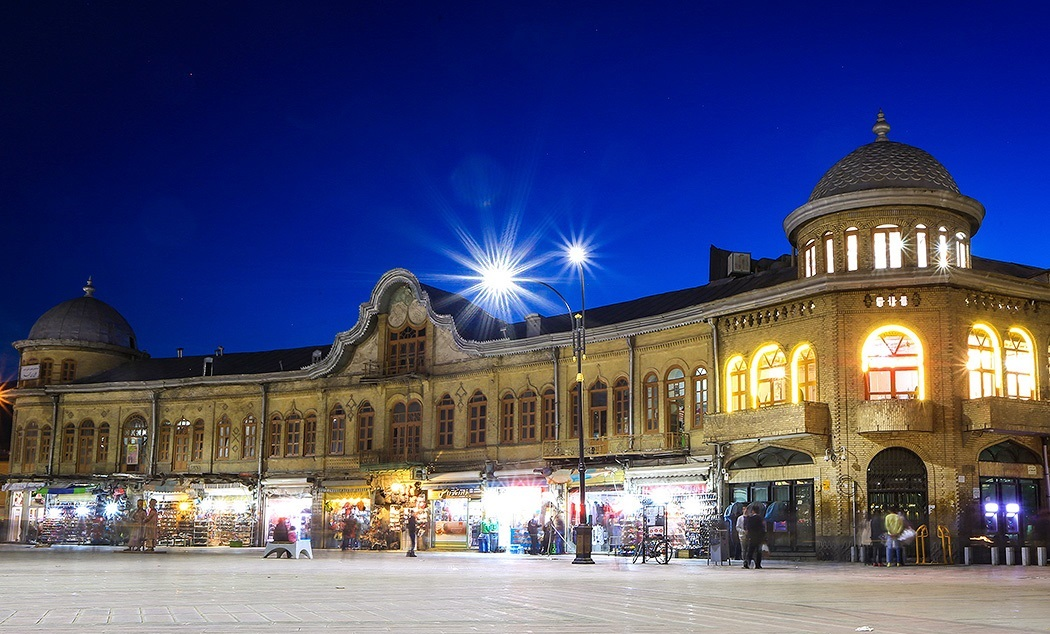
بناهای اطراف برگرفته از سبکِ معماری باروک، شباهت زیادی به پیرامون میدان حسن‌آباد تهران دارد.
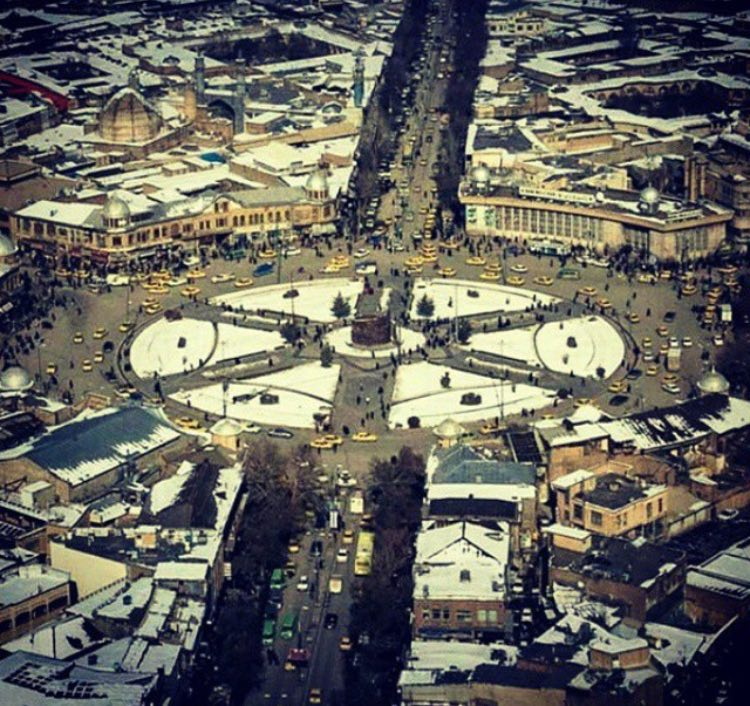
قبل از تبدیل شدن به پیاده راه
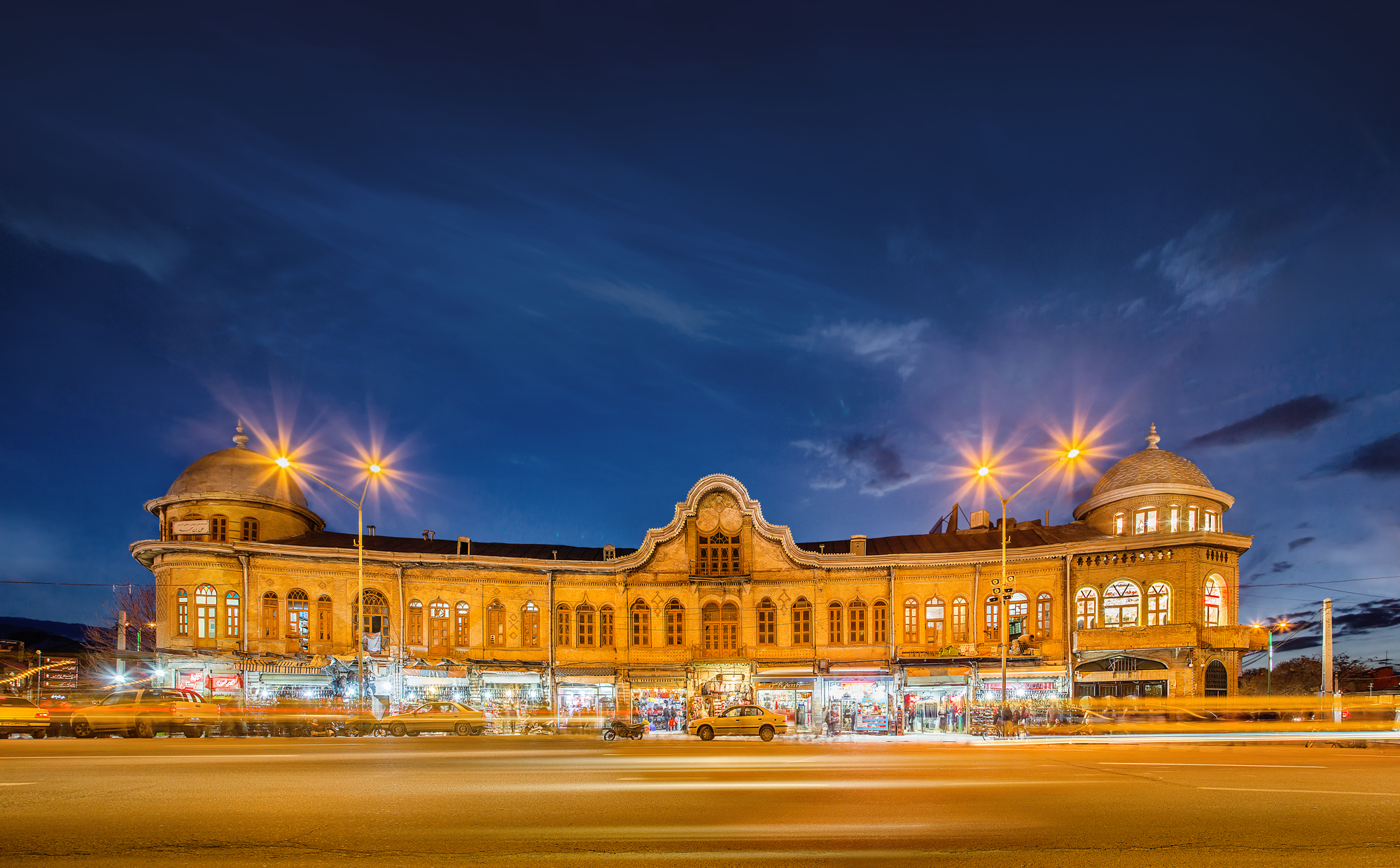
بدنه بناهای اطراف در فهرست آثار ملی کشور ثبت شده‌ و هنوز  آجرکاری‌های ساده و برجسته با نقوش هندسی، گچبری‌های با نقوش انسان و حیوان و پنجره‌های چوبی بر جای‌ مانده‌است.
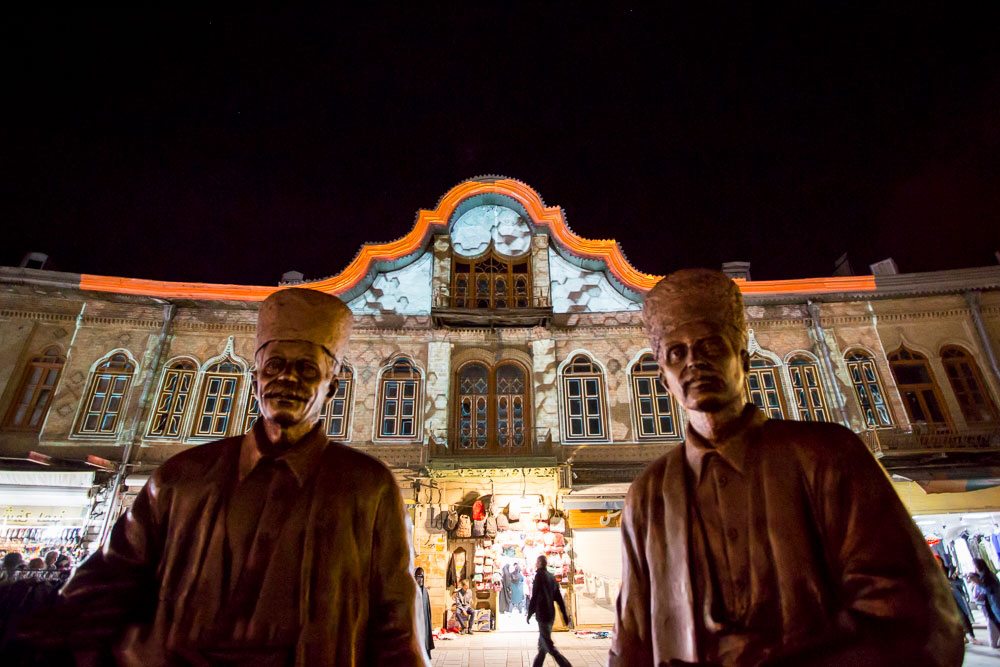
تندیس‌های پیرامون پیاده‌راه میدان همدان
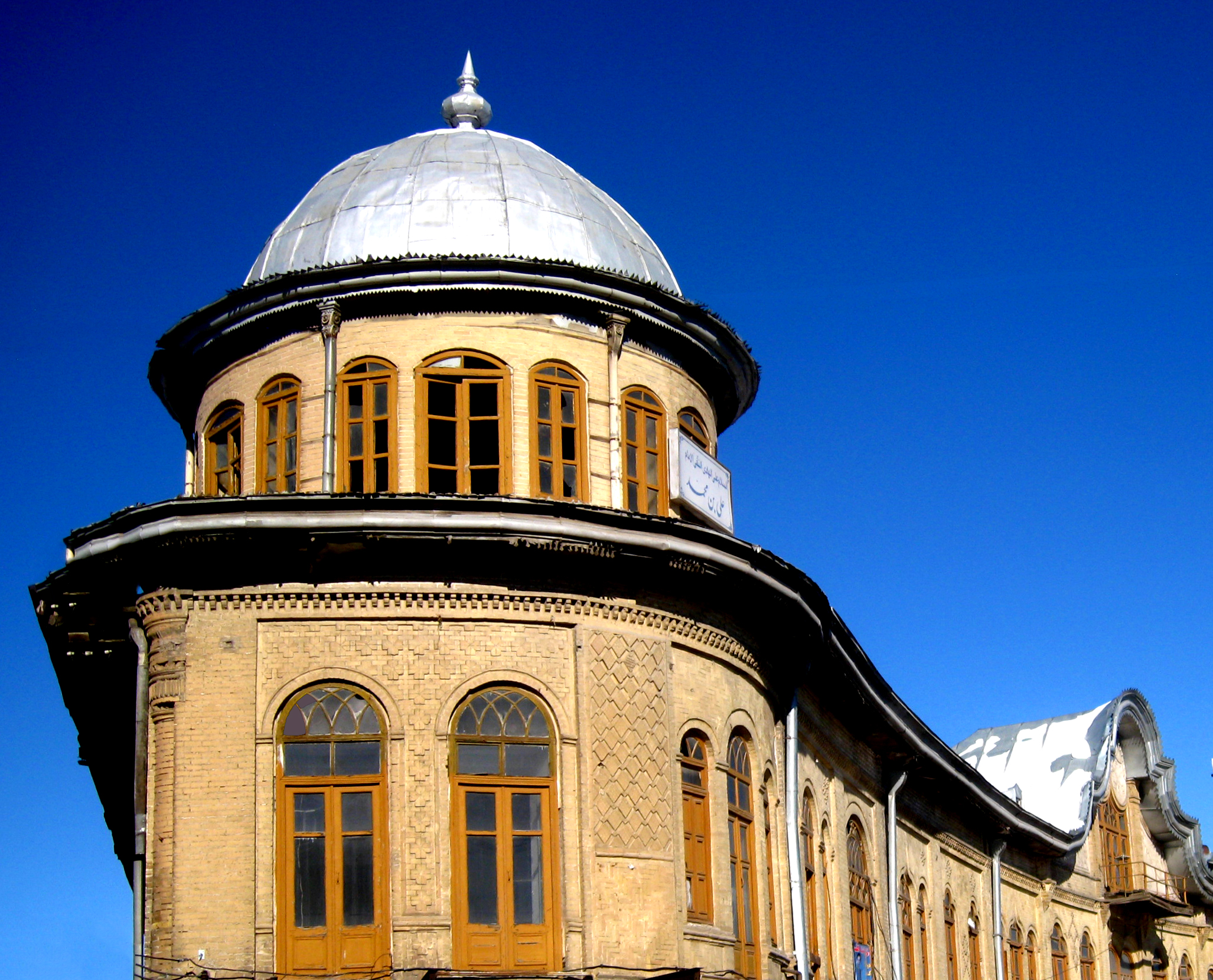
دوازده گنبد فلزی در ابتدا و در هر دو طرفِ «شش خیابان» این میدان خودنمایی می‌کند.
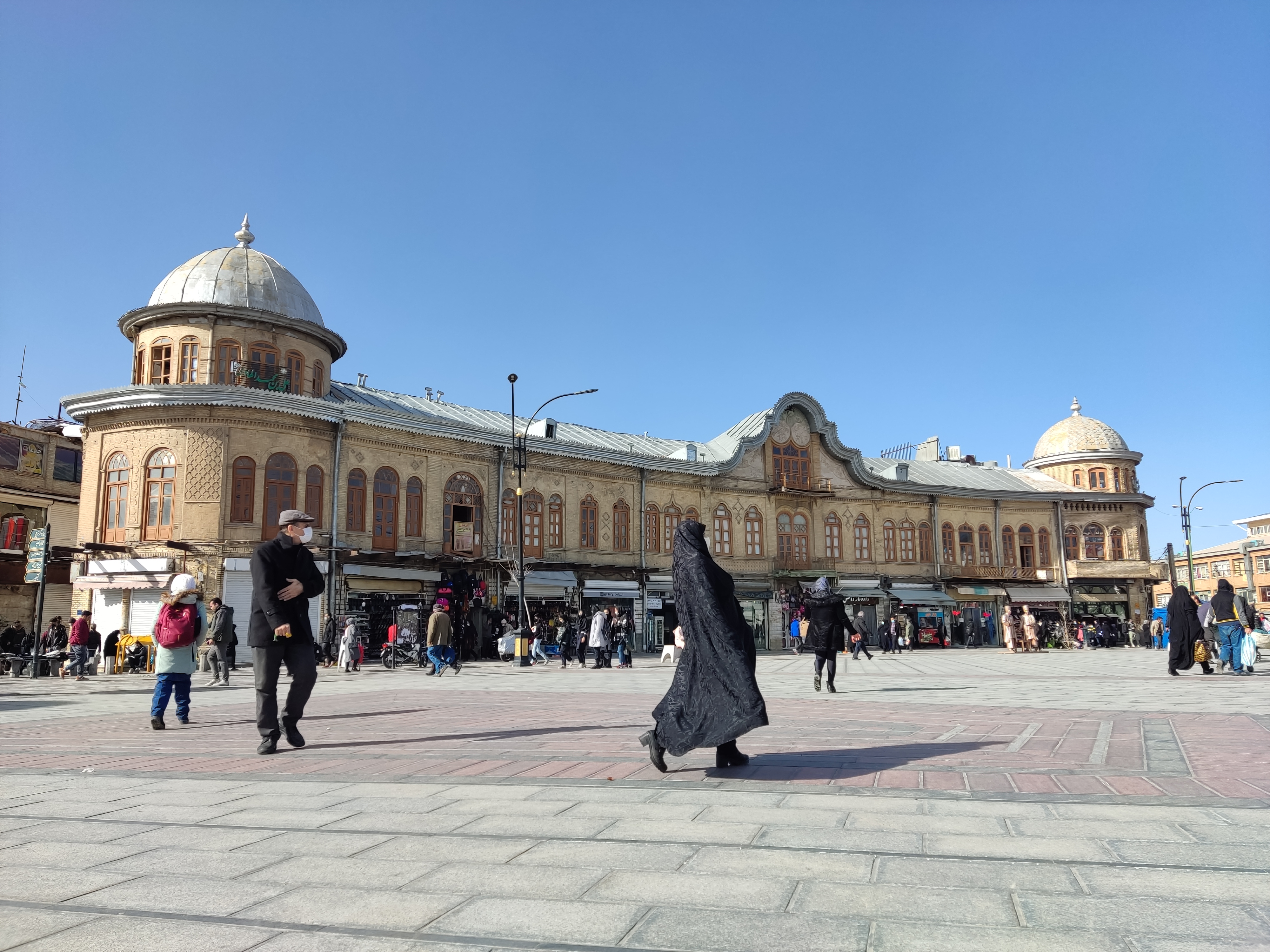